# Levski, Plevna
Levski (bulgară Левски) este un oraș din nordul Bulgariei. În acest oraș s-au născut actorul Gheorghi Parțalev și scriitorul Doncio Țoncev.

## Demografie
Componența etnică a orașului Levski
     Bulgari (76,15%)
     Turci (8,43%)
     Romi (4,14%)
     Nicio identificare (11,03%)
     Altele (0,23%)
La recensământul din 2011, populația orașului Levski era de 9.872 locuitori. Din punct de vedere etnic, majoritatea locuitorilor (76,15%) erau bulgari, existând și minorități de turci (8,43%) și romi (4,14%). Pentru 11,03% din locuitori nu este cunoscută apartenența etnică.